# Bibanca
Die Bibanca S.p.A. (ehemals Banca di Sassari) ist eine italienische Universalbank, deren Tätigkeitsgebiet hauptsächlich in der Region Sardinien liegt. Das in Sassari ansässige Unternehmen war ab 1993 eine Tochtergesellschaft des Banco di Sardegna und ist damit seit dem Jahr 2000 Teil der BPER Banca Gruppe.

## Geschichte
Das Bankinstitut wurde 1888 von 58 Unternehmern aus Sassari als Banca Cooperativa fra Commercianti Società Anonima gegründet. Zweck der genossenschaftlich organisierten Bank war es, seinen Mitgliedern Kredite zur Verfügung zu stellen und diese über das Spargeschäft zu finanzieren. 
1925 schloss sich das Institut dem italienischen Volksbanken-Verband an und änderte seinen Namen in Banca Popolare Cooperativa Anonima di Sassari. Ab 1938 wurden die ersten Filialen eröffnet, zunächst in der Provinz Sassari und ab 1947, mit der Eröffnung einer Filiale in Cagliari, auch in anderen Teilen der Insel. 1948 wurde der Bankname auf Banca Popolare di Sassari gekürzt. 
Nachdem das Bankinstitut in den Nachkriegsjahren zu einer über die Provinz Sassari aus etablierten Bank herangewachsen war, erlebte es in den 1980er Jahren mit einem stark steigenden Geschäftsvolumen und dem Ausbau des Filialnetzes auf 34 Standorte einen kräftigen Wachstumsschub. Die Expansion stellte sich jedoch als zu ambitiös heraus und brachte die Bank in der Wirtschaftskrise der frühen 1990er Jahre in eine finanzielle Schieflage. Das Bankinstitut wurde daraufhin ab Oktober 1991 rund 18 Monate lang kommissarisch verwaltet.
Im Anschluss an diese Phase wurden die Geschäftsaktivitäten im Juni 1993 unter der in Form einer Aktiengesellschaft neu gegründeten Banca di Sassari S.p.A. unter dem Dach des Banco di Sardegna weitergeführt. Unter der Leitung eines neuen Managements wurde die Banca di Sassari wieder auf eine stabile und rentable Basis gebracht.